# Sammallahdenmäki
El sitio funerario de Sammallahdenmäki es un sitio arqueológico situado al suroeste de Finlandia en la región de Satakunta y en el municipio de Rauma. Se compone de 36 grupos funerarios en granito de la Edad de Bronce, entre el 1500 a. C. y 500 a. C. El día 1 de diciembre de 1999, la  Unesco eligió el sitio para ser el primer yacimiento arqueológico incluido en la lista finesa del Patrimonio de la Humanidad.
En el momento de los enterramientos, el sitio funerario estaba localizado cerca del mar. El movimiento isostático ha retirado hoy día las aguas del Golfo de Botnia más de 15 km. La primera mención de los túmulos en la era moderna data del año 1878. Cuatro de estos túmulos fueron excavados y estudiados por el arqueólogo Volter Högman en 1891, entre ellos la Kirkonlaattia (el suelo de la iglesia), una formación rectangular de 16 metros por 19.

## Enlaces externos

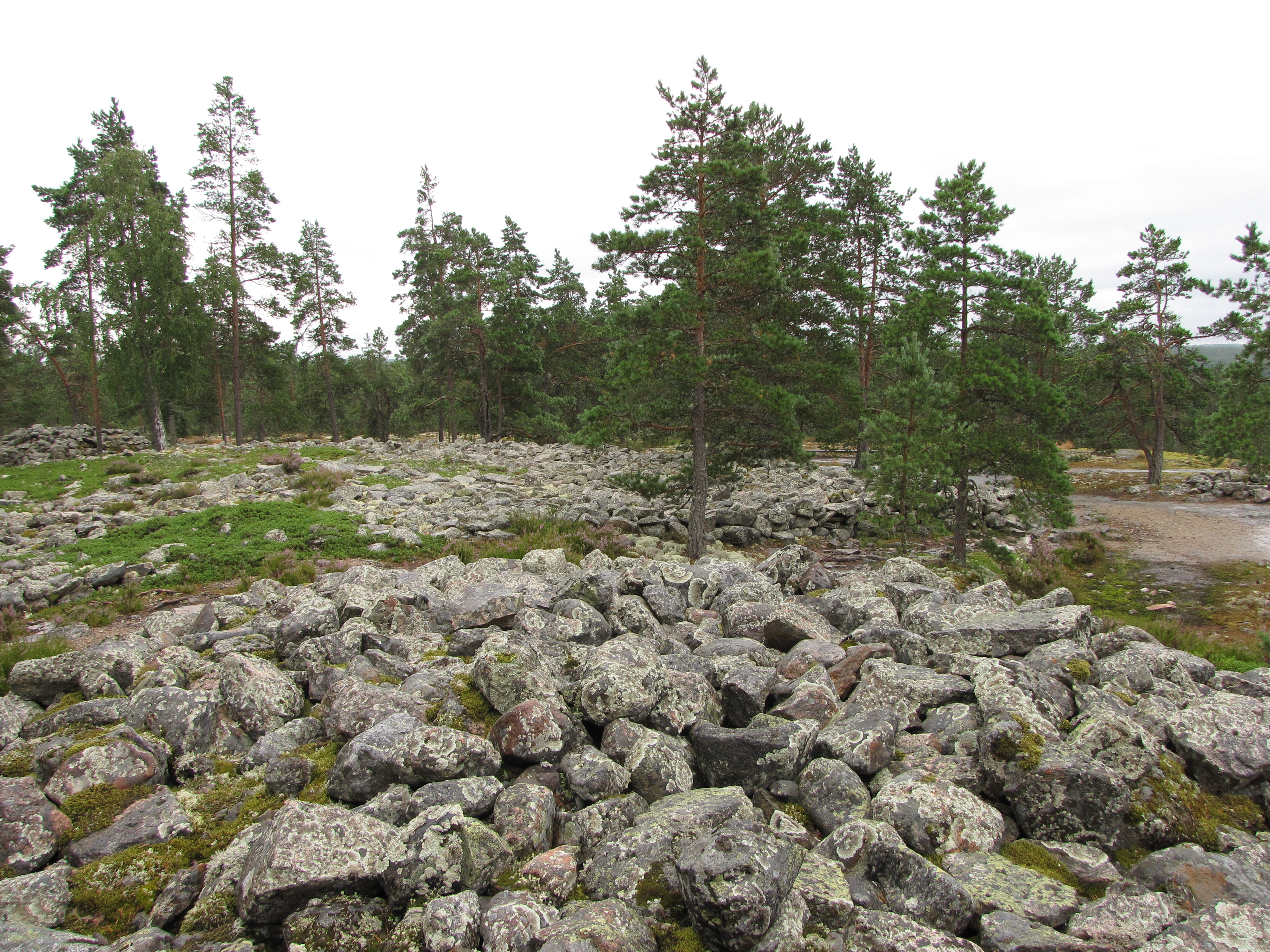
Sammallahdenmäki.